# 정진호 (1956년)
정진호(丁震鎬, 1956년 6월 23일 ~ )은 전 KBO 리그 태평양 돌핀스의 내야수였다. 2011년 이광은의 뒤를 이어 연세대학교 야구부의 감독을 맡고 있었으나, 입시 비리에 연루되어 구속되었다.

## 출신학교
- 포항초등학교
- 경상중학교
- 경북고등학교
- 연세대학교